# Лорье-авеню (Оттава)

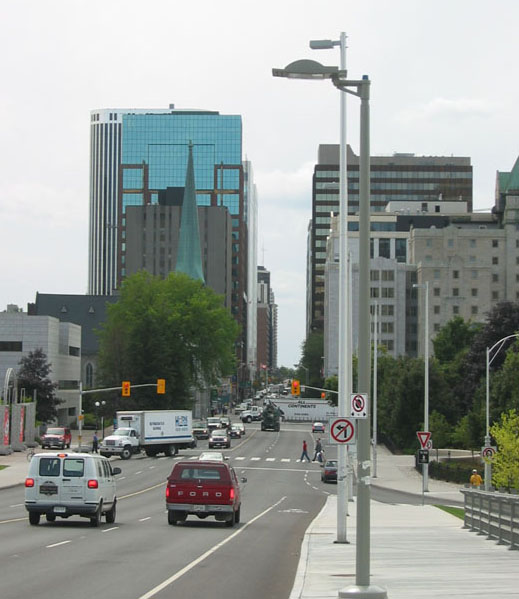
Лорье-авеню. Вид на запад с моста Лорье-авеню

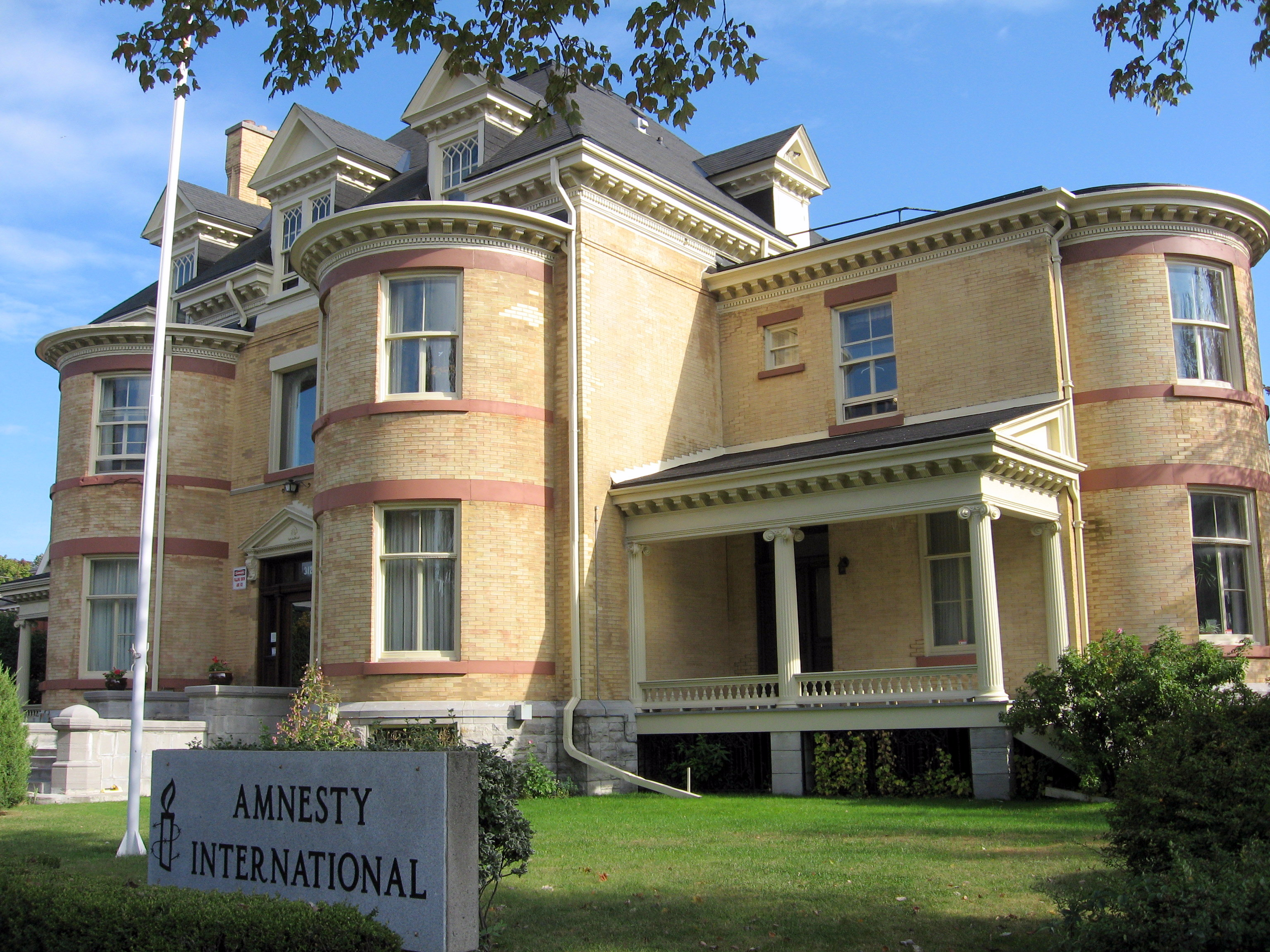
Дом Гудвина, ныне штаб-квартира Amnesty International.

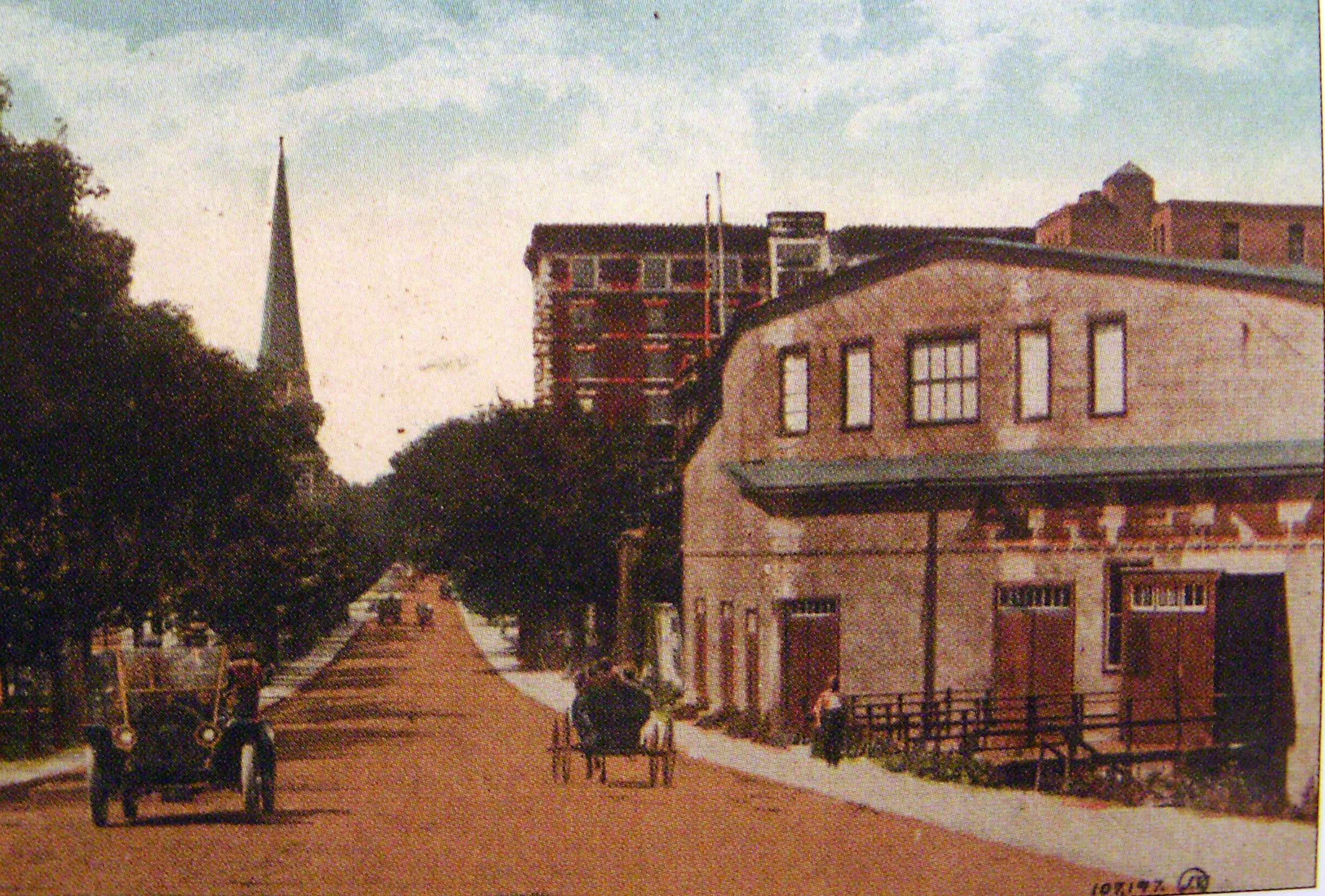
То же место в 1910 г.
Справа видна бывшая Хоккейная арена Оттавы.

Лорье-авеню, англ. Laurier Avenue, фр. Avenue Laurier, также известна как Оттавская дорога № 48, англ. Ottawa Road #48 — улица в центральной части г. Оттава. Ранее называлась Мария-стрит, англ. Maria Street (к западу от Уоллер-стрит) и Теодор-стрит, англ. Theodore Street (к востоку от Уоллер-стрит). Была переименована в честь премьер-министра Канады сэра Уилфрида Лорье. Дом Лорье, бывший резиденцией премьер-министров Уилфрида Лорье и Уильяма Лайона Макензи Кинга, расположен на углу Восточной Лорье-авеню и Чепел-стрит.
Мост Лорье-авеню соединяет Западную и Восточную Лорье-авеню.

## Описание

### Западная Лорье-авеню (Laurier Avenue West)
Проходит к западу от моста Лорье, от канала Ридо до Бронсон-авеню, через оттавский Даунтаун.
Южная сторона Лорье-авеню к востоку от Бронсон-авеню почти целиком состоит из высотных домов: это жилые многоэтажные дома на западе, а далее на восток — бизнес-центры и правительственные здания, в том числе Департамент финансов Канады. Главный корпус Оттавской публичной библиотеки расположен на перекрёстке Лорье-авеню и Меткалф-стрит. Ближе к каналу Ридо находится здание городской администрации Оттавы, между Элгин-стрит и идущим вдоль канала Шоссе Королевы Елизаветы. Рядом со зданием администрации находится здание Арсенала (Armoury), у которого начинается ежедневная церемония смены караула у Парламента Канады. Напротив здания городской администрации находится площадь Конфедерации.

### Восточная Лорье-авеню (Laurier Avenue East)
Проходит к востоку от моста Лорье, от канала Ридо до реки Ридо.
Улица пересекает канал Ридо через мост Лорье-авеню и проходит мимо штаб-квартиры Департамента национальной обороны, а затем — через кампус Оттавского университета. После него Лорье-авеню идёт через район Сенди-Хилл, и наконец, не доходя несколько кварталов до реки Ридо, у парка Страткона и посольства Российской федерации, сворачивает на север, переходя в Шарлотт-стрит.